# Woodbine, Kansas
Woodbine là một thành phố thuộc quận Dickinson, tiểu bang Kansas, Hoa Kỳ. Năm 2010, dân số của xã này là 170 người.